# Антон Ламасарес
Антон Ламасарес (* Испания, 1954 г.) е испански художник от „generación de los 80“ (както и Хосе Мариа Сицилия, Мигел Барсело или Виктор Мира). В произведенията си – върху дърво или кашон – той обработва повърхността и експериментирайки с лак и още други материали създава свой собствен език. Отначало стилът му е игрив експресионизъм и преминава в информално изкуство и абстракция. Най-новите му творби показват минималистическа тенденция, в която се води диалог между душа и спомен, чувственост и спиритуалност, както и между Ониризм и поезия. Произведенията му са международно разпространени и са били изложени в музеи из цял свят (в музеите на много градове и на други континенти) – например в Национален музей на Кралица София, в галисийския център на съвременното изкуство (Мадрид), както и в много частни колекции и фондации.

## Биография

### Първите години: Живопис и поезия
(Галиция, 1954 – 1977 г.)
Ламасарес е роден на 2 януари в Масера, село в Лалин (Понтеведра, Галиция). Селската обстановка оставя дълбоки следи във въображението му и в творческото му развитие. От 1963 г. до 1969 г. той ходи в училището на францисканския манастир Хербон и там пламенно се отдава на четенето на латински и гръцки класически текстове. В края на 1960-те години започва да пише стихове и се сприятелява с писателя Алваро Кункеро и с художниците Лахеро и Мануел Пескера, които стават връзката му с художествения свят. Решава да се самообразова в областта на живописта и през 1972 г. започва първото си художествено пътуване. Предимно се занимава с уважаваните от него майстори Ван Гог, Паул Клее, Рембранд и Жоан Миро, но също и с Антони Тапиес, Мануел Миларес, Алберто Джакомети, Френсис Бейкън и с океанското и средновековно изкуство.
След като се връща, работи като строителен работник и допълнително се фокусира върху колекциите от романско изкуство в Музея Марес и в Музея на каталонското национално изкуство. След това пътува за Мадрид, където отново се свързва с учителя си Лахеро. Ламасарес се сприятелява с поета Карлос Ороза, чието приятелство ще изиграе решаваща роля за художника: кореспонденцията между живописта и поезията става основополагаща в произведенията му.
През 1973 г., само на 19 години, Ламасарес вече излага картините си в колективни и самостоятелни изложби. През 1975 г. е повикан на служба във военноморския флот в Ел Ферол. На 27 септември същата година го шокира новината за последния разстрел на режима на Франко. Между разстреляните обвинени се намира един негов приятел – Умберто Баена, 24-годишен от Понтеведра. Ламасарес потъва в дълбока депресия, приет е в психиатрия. По това време той пише стихосбирката си Adibal.

### От Експресионизма иArte Poveraкъмдвустраннатаживопис
(Madrid-New York, 1978 – 1989 г.)
През 1978 г. Ламасарес се премества в Мадрид, където се сприятелява отблизо с художника Алфонзо Фраил, и с изкуствоведа и поет Цантиаго Амон.
Виж още: Arte Povera
Неврологът Алберто Портера в Матаборикос създава голяма група художници: писатели, режисьори, музиканти и живописци, които се срещат в края на седмицата във вилата му с голям двор, където Ламасарес през 1979 г. реализира изложба на открито.
1980-те години са маркирани от интензивна работа и широко разпространяване на произведенията му. Още преди тридесетия си рожден ден Ламасарес си създава място в испанския и интернационалния свят на изкуството. В Картините си проектира фигурите с игривост и мечтателност, с експресионистична линия, и интензивни цветове, и много оригиналност. Трудовете му са изложени в галерията на Хуана Мордо в Мадрид, при Елизабет Франке в Белгия и в „Sala Gaspar“ в Барселона. Благодарение на стипендия Фулбрайт той се премества в Ню Йорк; изкуството му се развива към по-чиста и ориентирана към рисуването концепция и е експонирано в галерията Бруно Фашети.
Той е в движение между Ню Йорк и Саламанка. През 1988 г. пътува из Мала Азия и посещава храма на Аполон в Дидима – вдъхновен от Hyperion на Хюлдерлин. След това пътува до Истанбул. Там дълбоко го впечатляват византийските църкви, които се появяват в следващите му произведения, изработени от наредени едно до друго парчета дърво. Тези произведения той представя в галерията Мигел Маркоз.
През 1990 г. създава нова концепция за серия творби, които могат да се разглеждат от двете страни и ги нарича bifrontes (двустранни).

### Скулптури и големи формати
(Париж-Мадрид, 1990 – 2003)
От 1990 до 1991 г. с помощта на стипендия от „Cité des Arts“ Ламасарес се заселва в Париж. През 1991 г. открива голямо ателие в Мадрид и там работи върху своите серии Gracias vagabundas (Разхождащите се грации) и Desazón de vagabundos (Неспокойството на скитниците). През 1993 г. се запознава с Тапиес и го интервюира подробно във връзка с неговата награда „Златен лъв“ на Биеналето във Венеция. Поканен от Галисийския център за съвременното изкуство Ламасарес от май до септември остава в Галиция. Там рисува серията Gracios do lugar: Eidos de Rosalía, Eidos de Bama (Чара на постановката: Полетата на Розалия, Полетата на Бама). От юни до ноември 1997 г. в Санта Байя де Метаболоз рисува Bés de Santa Baia на открито. През 1998 г. в Мадрид твори сериите Titania e Brao – вдъхновен от кастилското лято – и след това Pol en Adelán. Освен това той създава графики. Например онези, които илюстрират петте текста на Густаво Мартин Гарзо в художенската книга El Canto de la Cabeza. Той илюстрира Itinerarium на Егерия, наградена за книга на годината от Le Monde Diplomatique. 2001 г. организира огромна изложба в морската гара на Ла Коруня с наименование Un saco de pan duro (Чувал с твърд хляб).
Творбите му заедно с произведенията на други испански художници (Антонио Саура, Мартин Чирино, Хуан Ернандез Пихуан, Миларез, Пабло Серано, Хорхе Отеиса и Тапиес) са избрани за интернационална промоция в програмата „Испанско изкуство в чужбина“ на външното министерство (SEACEX).
Ламасарес пътува за Флоренция и Асизи, за да се занимава с Ренесанса. Там се задълбочава в света на св. Франциск, на когото посвещава нова серия Follente Bemil.

### От абстракцията към поетическия минимализъм
(Берлин, от 2004 г.)
През 2004 г. Ламасарес се примества в Берлин. След смъртта на баща си той започва серията E fai frío no lume (Студено е в ада). Реализира голяма изложба в Словения, както и в музея Кискели, който се намира в църква в Будапеща.
След това се задълбочава в серията Domus Omnia. Арт печатите му ca илюстрации към две стихосбирки на Ороза: Deseo sin trámite – със ситопечат – и Un sentimiento ingrávido recorre el ambiente – с пет литографии.
През 2008 г. Ламасарес експонира Horizonte sin dueño (Хоризонт без собственик) в Националната галерия на Йордания в Аман и антология на графичните му произведения в Института Сервантес в Дамаск (Сирия), където поетът Тахер Риад му посвещава поеми Cantos de Ламазарес. През 2009 г. прави изложби в Ню Йорк – в „Queen Sofia Spanish Institute“– и в културалния център на народните представители в Орензе (Испания) и освен това участва в една пътуваща изложба, посветена на поета Висенте Алейксандре. Ламасарес получава наградата „Лахеро“ за цялостното си творчество и за международната си популярност. През 2010 г. негови творби са изложени в църквата на университета в Сантяго де Компостела и в Туи, където документалният филм Horizonte sin dueño е показан на международния филмов фестивал „Плей-Док“. Филмът е сниман от брат и сестра Найра и Хавиер Санз (Риноцеронте Филмз) и показва царството на живописта, поезията и природата от гледна точка на Антон Ламасарес.

## Други
- Абстракционизъм
- Експресионизъм
- Съвременно изкуство